# Trigonoptera iriana
Trigonoptera iriana är en skalbaggsart som beskrevs av J. Linsley Gressitt 1984. Trigonoptera iriana ingår i släktet Trigonoptera och familjen långhorningar.
Artens utbredningsområde är Irian Jaya. Inga underarter finns listade i Catalogue of Life.